# Энгэн
Энгэн (яп. 延元 энгэн) — девиз правления (нэнго) японских императоров Го-Дайго и Го-Мураками из южной династии, использовавшийся с 1336 по 1340 год.
В Северном Дворе в этот период правил император Комё с нэнго Кэмму (1334—1338) и Рякуо (1336—1340).

## Продолжительность
Начало и конец эры:
- 29-й день 2-й луны 3-го года Кэмму (по юлианскому календарю — 11 апреля 1336);
- 28-й день 4-й луны 5-го года Энгэн (по юлианскому календарю — 25 мая 1340).

## Происхождение
Название нэнго было заимствовано из классического древнекитайского сочинения Книга Лян:「沈休文等奏言、聖徳所被、上自蒼蒼、下延元元」.

## События
даты по юлианскому календарю
- 1337 год (2-й год Энгэн) — Ходзё Токиюки отправил императору Го-Дайго письмо с просьбой организовать поход против Асикага Такаудзи. Просьба была удовлетворена, и Токиюки выступил во главе пятитысячного войска из провинции Идзу и стал под командование Минамото Акииэ. После боёв против сёгуната с переменным успехом войска повстанцев в провинции Идзуми были разбиты, а сам Акииэ погиб. Ходзё Токиюки при этом удалось спастись, он прибыл ко двору Го-Дайго, где получил должность начальника левого конюшенного ведомства (сама-но гонноками)[4];

## Сравнительная таблица
Ниже представлена таблица соответствия японского традиционного и европейского летосчисления.
| Годы Энгэн                 | 1-й год        | 2-й год       | 3-й год       | 4-й год         | 5-й год              |
| -------------------------- | -------------- | ------------- | ------------- | --------------- | -------------------- |
| Европейское летоисчисление | 1336 год       | 1337 год      | 1338 год      | 1339 год        | 1340 год             |
| Северный Двор              | 3-й год Кэмму  | 4-й год Кэмму | 1-й год Рякуо | 2-й год Рякуо   | 3-й год Рякуо        |
| Система гань-чжи           | Огненная Крыса | Огненный Бык  | Земляной Тигр | Земляной Кролик | Металлический Дракон |